# Test Drive (gra komputerowa)
Test Drive – wyścigowa gra komputerowa, pierwsza część z serii Test Drive wyprodukowana przez Distinctive Software i wydana przez Accolade dnia 6 czerwca 1987. Grafika gry została uznana za oszałamiającą jak na lata 80. Gra została sprzedana w 500 tysiącach egzemplarzy. Pierwsza część została wydana na DOS (była to pierwsza prawdziwa gra wyścigowa na ten system operacyjny), Atari ST, Commodore 64, Apple II i Amigę.